# Giulia Zini
Giulia Zini (* 1996 in Novellara) ist eine italienische Malerin, die sich der Art brut zurechnen lässt.

## Leben
Giulia Zini wurde 1996 in der Provinz Reggio Emilia geboren. Bei ihr wurde neben Autismus eine Dysgraphie und Dyslexie diagnostiziert. Bereits als Kind besuchte sie ab 2004 das Atelier dell'Errore (AdE) (Children Neuropsychiatry-AUSL Reggio Emilia) in Reggio Emilia, zu dessen fester Mitgliedergruppe sie gehörte. Die Arbeit im Atelier zeichnet sich dadurch aus, dass keine Radiergummis zur Korrektur verwendet werden und alle Werke der jungen Kunstschaffenden sich thematisch mit der Darstellung von Tieren beschäftigen. Im Alter von 18 Jahren wechselte sie in das Künstlerkollektiv Atelier dell’Errore BIG, das sich in den Räumlichkeiten des privaten Museums Collezione Maramotti für zeitgenössische Kunst in einer ehemaligen Max-Mara-Fabrikhalle in Reggio Emilia befindet.
Im Jahr 2015 begann Giulia Zini an der staatlichen Kunstschule Liceo Artistico Chierici Reggio Emilia Bildende Kunst im Hauptfach zu studieren und Workshops in Malerei und Bildhauerei zu belegen.

## Künstlerisches Schaffen
Giulia Zini arbeitet mit Bleistift, Ölkreide und Wachsstiften auf Papier. Ihre stets großformatigen Arbeiten, bei der sie teilweise neue Zeichenblätter an bereits bemalte Bätter ansetzte, sind oft bis zu drei Meter hoch und zeigen fantastische vom Tierreich inspirierte Geschöpfe. Mittlerweile malt sie auf ganzen Papierrollen, die als Papierhintergrund für Fotostudios dienen. Auch wenn Zini „oft Tiere zeichnet, malt sie nicht infantil. Ihre Malweise ist äußerst präzise, kein Strich wird zufällig gesetzt“. Charakteristisch für ihre Werke ist neben der Größe die „besonders sorgfältige Gestaltung der Haut ihrer Tiere“. Die Bildtitel ihrer Werke „sind oftmals kleine Gedichte“.
Im Jahr 2014 wurde Giulia Zini mit dem Europäischen Kunstpreis Malerei und Grafik von Künstlern mit geistiger Behinderung Euward ausgezeichnet.

## Ausstellungen (Auswahl)
Mit dem Atelier dell'Errore hat Giulia Zini an zahlreichen Ausstellungen und Veranstaltungen zur zeitgenössischen Kunst in Italien und im Ausland teilgenommen.
- 2025: Atelier dell'Errore. Einzelausstellung in der Galleria d’Arte Moderna e Contemporanea (GAMeC), Bergamo
- 2025: Freak You!. Galerie Kaufmann/Repetto, New York, Gemeinschaftsausstellung Atelier dell'Errore[7][8]
- 2020: Archives in Residence. Haus der Kunst, München,[9] für die Ausstellung konzipierte Videoprojektion, die auf dem Bildarchiv des euward basiert und eine wesentliche Auswahl der nominierten Arbeiten aus den Jahren 2000 bis 2018 zeigt[10]
- 2016: The Guardian Animals + other invisible beings. Moretti Gallery, London, Gemeinschaftsausstellung Atelier dell'Errore[4]
- 2015: Uomini come Cibo. Expo 2015, Mailand, Gemeinschaftsausstellung Atelier dell'Errore[4]
- 2014: Euward 6. Buchheim-Museum, Bernried[1][11]